# XV secolo a.C.
Il XV secolo a.C. (quindicesimo secolo avanti Cristo) è il secolo che inizia nell'anno 1500 a.C. e termina nell'anno 1401 a.C. incluso.

## Avvenimenti
- Gli Achei conquistarono l'isola di Creta.
- Con Thutmosi III l'Antico Egitto raggiunse la massima espansione territoriale.